# Costantino Borsini
Costantino Borsini (Milano, 7 aprile 1906 – Mar Rosso, 21 ottobre 1940) è stato un militare italiano della Regia Marina, decorato con la Medaglia d'oro al valor militare alla memoria nel corso della seconda guerra mondiale.

## Biografia
Nacque a Milano il 7 aprile 1906, figlio di Angelo e di Giuseppina Bianchi. Dopo aver frequentato l'Accademia navale di Livorno dal 15 marzo 1922 al 15 novembre 1926, venne assegnato a prestare servizio, come guardiamarina, sulla nave da battaglia Giulio Cesare. Poi sulla corazzata Andrea Doria, sulla nave idrografica Ammiraglio Magnaghi (agosto-ottobre 1928), sul cacciatorpediniere Augusto Riboty a dal 1º gennaio 1929, nel grado di Sottotenente di Vascello, imbarcò sull'esploratore Giovanni da Verrazzano e nuovamente sulla corazzata Giulio Cesare dove, nel luglio 1932, conseguì la promozione a Tenente di Vascello.
Nel 1932 imbarcò sull'incrociatore Trento e su questa nave raggiunse il Distaccamento Marina a Tientsin (Cina) dove permase per più di un anno; al suo rimpatrio nel 1934, dopo un breve periodo a La Maddalena, frequentò a Taranto il Corso di Osservazione Aerea e nel 1935, conseguito il brevetto, operò per circa un anno nell'ambito della 153ª Squadriglia Idrovolanti.
Nel marzo 1937 praticò il tirocinio per il comando in seconda del sommergibile Pier Capponi.
Nel gennaio 1940, dopo aver comandato la torpediniera Clio nel 1939, venne assegnato alla nave coloniale Eritrea, dislocata nel Mar Rosso; promosso capitano di corvetta nel maggio 1940, ebbe il comando del cacciatorpediniere Francesco Nullo dal settembre seguente, permanendo sempre di base a Massaua ed inquadrato nella III Squadriglia Cacciatorpediniere, insieme ai gemelli Nazario Sauro, Cesare Battisti e Daniele Manin, tutti della classe Sauro.
Dopo alcune sortite infruttuose, che non videro alcun contatto col nemico, il Nullo venne inviato ad intercettare il convoglio "BN 7" nella notte del 20 ottobre 1940 insieme al gemello Sauro ed ai cacciatorpediniere Leone e Pantera della V Squadriglia, sempre di base a Massaua.
Trovato il convoglio ed attaccata la sua scorta, il Nullo ebbe un blocco al timone che lo costrinse a girare in tondo fino ad essere colpito dall'incrociatore leggero HMNZS Leander e poi inseguito da questo e dal cacciatorpediniere Kimberley, che lo affondò dopo uno scontro diretto vicino all'isola di Harmil. Perse la vita a bordo della sua nave, assieme al suo attendente Vincenzo Ciaravolo (anche egli medaglia d'oro), affondando con essa, dopo averla fatta abbandonare dall'equipaggio, per un ulteriore siluro lanciato dal Kimberley che, a sua volta colpito dal tiro delle batterie costiere italiane poste sull'isola di Harmil, riuscì comunque ad allontanarsi.
Fu sposato con Olga Ceretti, che nel dopoguerra divenne scrittrice.

## Intitolazioni
A lui è dedicata una unità della Classe Comandanti, il pattugliatore Comandante Borsini (P 491).